# Le Calvaire avec saint Dominique en prière
Le Calvaire avec saint Dominique en prière est une fresque réalisée vers 1438 par le peintre italien Fra Angelico. Détachée d'un mur du réfectoire au couvent San Domenico de Fiesole, en Toscane, elle se présente désormais comme un tableau de format vertical, cintré en sa partie supérieure. Cette peinture chrétienne représente la Crucifixion de Jésus-Christ en présence de Marie, Jean et Dominique de Guzmán, ce dernier à genoux au pied de la Croix, sur laquelle il a posé ses mains en prière. Achetée en 1880, l'œuvre est conservée au musée du Louvre, à Paris, en France.